# Mark-Oliver Mackenrodt
Mark-Oliver Mackenrodt ist ein deutscher Rechtswissenschaftler.

## Leben
Er studierte Jura (erstes und zweites juristisches Staatsexamen) an der Universität München (Dr. iur.), an der NYU School of Law (LL.M. (NYU)), in Würzburg sowie an der Université de Genève und Wirtschaftswissenschaften an der Universität Karlsruhe (Dr. rer. pol.), der Stern School of Business (NYU) in New York und der Universität Würzburg. Er wurde 2021 zum W3-Universitätsprofessor für Recht der Digitalgüter, Wirtschafts- und Wettbewerbsrecht (Law of Digital Goods, Commerce and Competition) an der TU München ernannt.
Seine Forschungsschwerpunkte sind Recht der Digitalwirtschaft, Plattformmärkte und datengetriebene Wirtschaft, Kartell- und Wettbewerbsrecht, Innovations- und Wettbewerbsstrategien von Unternehmen sowie Rechtsökonomie.